# رحيم مفتاح
رحيم مفتاح (1980الجزائر) هو لاعب كرة قدم جزائري.